# کیت اولسن
کیت اولسن (انگلیسی: Keith Olsen؛ زادهٔ ۱۲ مه ۱۹۴۵ – درگذشته ۹ مارس ۲۰۲۰) یک موسیقی‌دان اهل ایالات متحده آمریکا بود.